# Gymnophora healeyae
Gymnophora healeyae är en tvåvingeart som beskrevs av Ronald Henry Lambert Disney 1980. Gymnophora healeyae ingår i släktet Gymnophora och familjen puckelflugor. Inga underarter finns listade i Catalogue of Life.